# ديكر بيترز
ديكر بيترز (الاسم العلمي: Cephalophus callipygus) ظبي صغير وجد في الغابون، غينيا الاستوائية، جنوب الكاميرون وشمال جمهورية الكونغو.

## اقرأ كذلك
- قائمة مزدوجات الأصابع حسب العدد